# Tramway de Saragosse
Pour les articles homonymes, voir Saragosse (homonymie).
Le tramway de Saragosse (en espagnol : Tranvía de Zaragoza) est le réseau de tramway de la ville de Saragosse en Espagne.

## Histoire
Le 19 octobre 1885 est inaugurée la première ligne à traction animale.
La première ligne électrifiée voit le jour en 1902, cohabitant avec cinq autres lignes. Les lignes, radiales, partent de la place de la Constitution, actuelle place d'Espagne.
Le tramway connaîtra son âge d'or dans les années 1950, avec 14 lignes en 1952, avant de décliner lentement après 1960, avec les premières lignes d'autobus, qui remplacent progressivement le tramway.
Le dernier tram a roulé le 23 janvier 1976. La société régissant le transport urbain de Saragosse prend alors le nom de TUZSA.

## Réseau actuel
En 1994, les élus de l'Union aragonaisiste proposent une modification du plan d'urbanisme pour y inclure des zones publiques réservées pour implanter de nouvelles infrastructures pour le tramway. La proposition fut adoptée. En 2000, la municipalité gère l'élaboration d'un plan de mobilité durable pour la ville. Ce plan a pour but de résoudre les problèmes rencontrés par les habitants de l'agglomération.
En 2005, le conseil municipal a signé un accord avec le gouvernement central et le gouvernement régional pour la mise en œuvre d'un réseau de tramway entre la ville et sa banlieue. En 2005 est lancée l'étude de faisabilité. Le projet présenté en 2006 prévoit d'ouvrir une ligne de tramway en 2010, son extension pour 2015, et prévoit également la refonte du réseau de bus, et la construction de couloirs de bus. Le financement approuvé le 14 janvier 2009 s'élève à 400 millions d'euros, dont 130 apportés par le gouvernement de l'Aragon et de la ville de Saragosse.
Les travaux ont débuté le 19 août 2009.
Les tests à blanc commencent le 18 février 2011. Le 4 avril, le tramway est provisoirement ouvert aux habitants, pouvant voyager gratuitement. L'exploitation commerciale débute le 19 avril entre le terminus sud Mago de Oz et Plaza de Pilar Murallas.
Le tramway de Saragosse reçoit le premier prix du meilleur projet d'intégration urbaine par l'Union internationale des transports publics (UITP). En octobre 2012, l'association britannique des tramways lui décerne le premier prix du «Meilleur projet international de tramway de l’année» lors de la cérémonie «Light rails awards».

### Matériel roulant

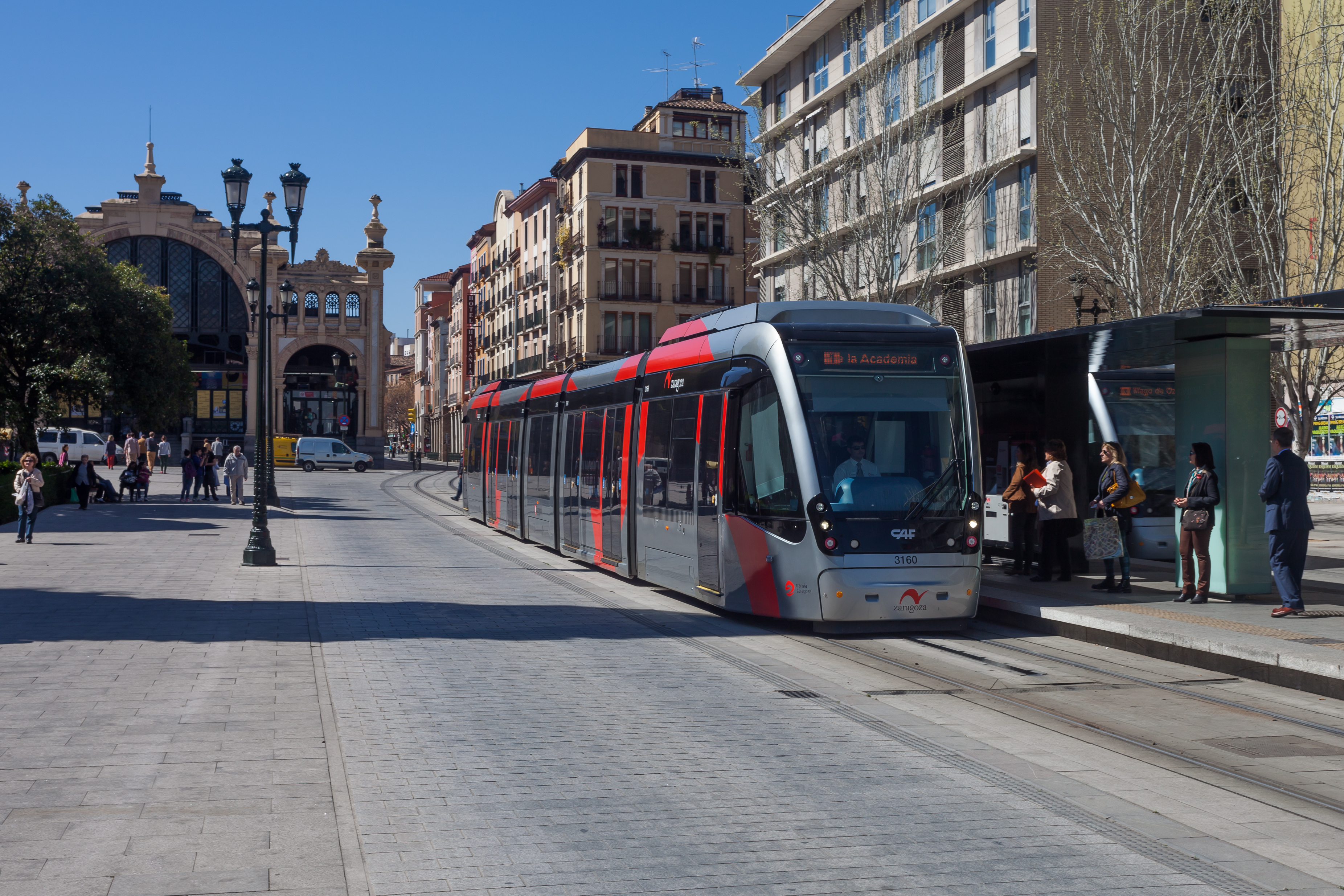
Tram circulant sur la section sans ligne aérienne.

Le parc comprend 21 rames CAF Urbos 3 circulent sur le réseau. D'une longueur de 33 mètres et d'une largeur de 2,65 mètres, elles comprennent 5 éléments sur 3 bogies et peuvent transporter jusqu'à 200 passagers dont 54 assis. Elles sont numérotées 301 à 321 mais un 0 est ajouté à chaque numéro ainsi la série est numérotée 3010 à 3210.
Ces rames sont garés et entretenues au centre de maintenance du Parque Goya (parc Goya) situé au nord de la ligne, à proximité du terminus.

### Alimentation électrique

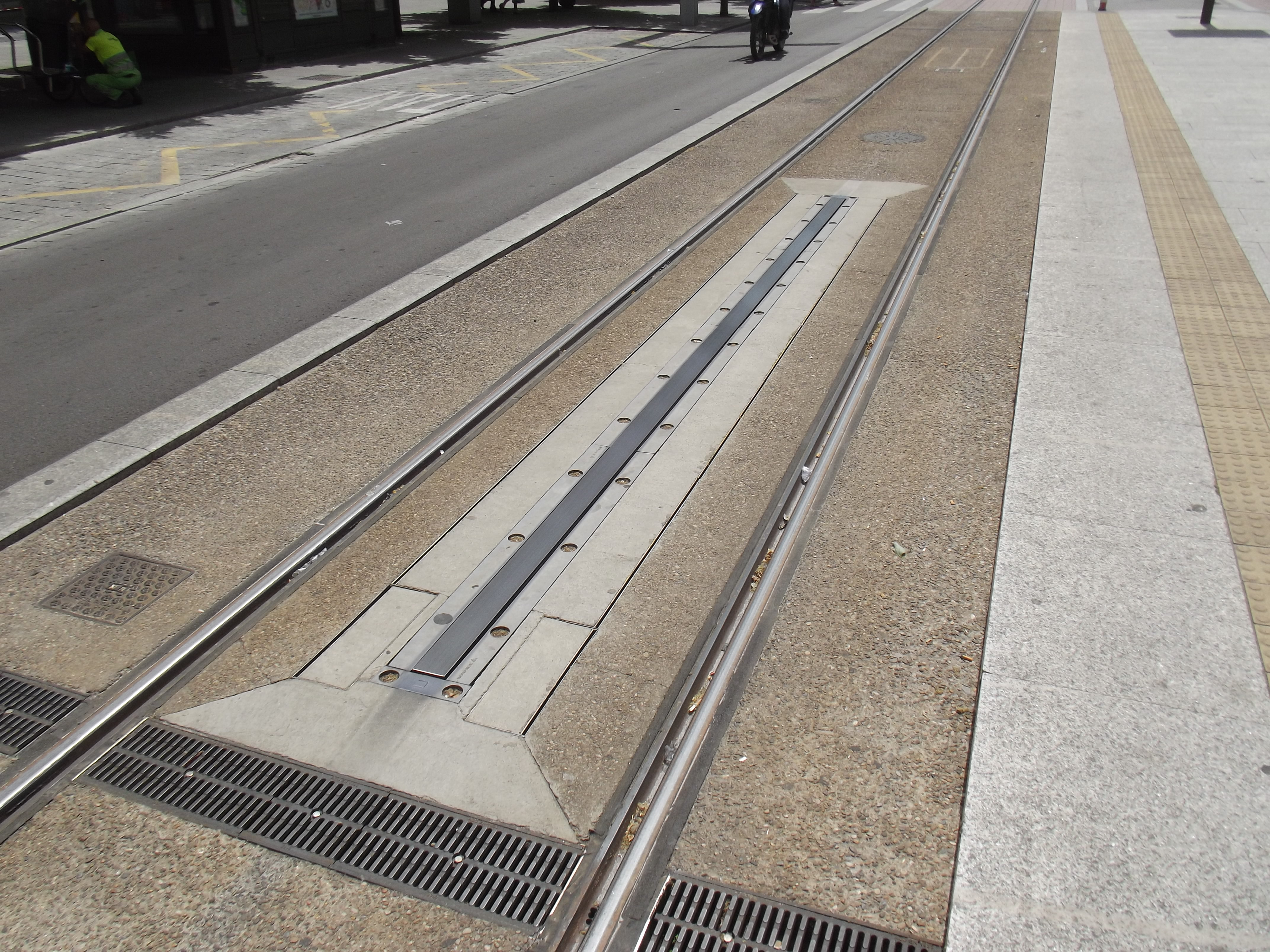
Zone de recharge des trams aux stations par rail central

L'alimentation se fait par ligne aérienne mais entre les stations Plaza de Paraiso et Murallas dans le centre historique de la ville, l'alimentation est assurée par batteries d'accumulateurs leur charge étant effectuée lors du freinage des rames par récupération du courant et par connexion au réseau électrique lors des arrêts.

## Expansion et nouvelles lignes
La construction de l'extension de la première ligne entre Murallas Romanas et Avenida de la Academia commence le 3 mars 2011 et se termine le 26 mars 2013.
Deux autres lignes sont prévues : la ligne 2 (Las Fuentes/San José-Delicias) et la ligne 3 (La Jota/Torrero).